# Kerk van Nieuwehorne
De Kerk van Nieuwehorne is het kerkgebouw in Nieuwehorne in de Nederlandse provincie Friesland.

## Beschrijving
Voor de zaalkerk uit 1778 werd de eerste steen gelegd door Daniël de Blocq van Scheltinga, zoon van Martinus van Scheltinga, grietman van Schoterland. Dit staat op een gevelsteen boven de ingang aan de noordzijde. Aan de oostzijde een driezijdig gesloten koor en op de gepleisterde westgevel een houten geveltoren met ingesnoerde spits. De luidklok (15e eeuw) is gegoten door Johannes van Bomen. De kerk is een rijksmonument. Het huidige orgel is in 1915 gemaakt door Bakker & Timmenga (in 2001 overgeplaatst vanuit de voormalige gereformeerde kerk in Hindeloopen).

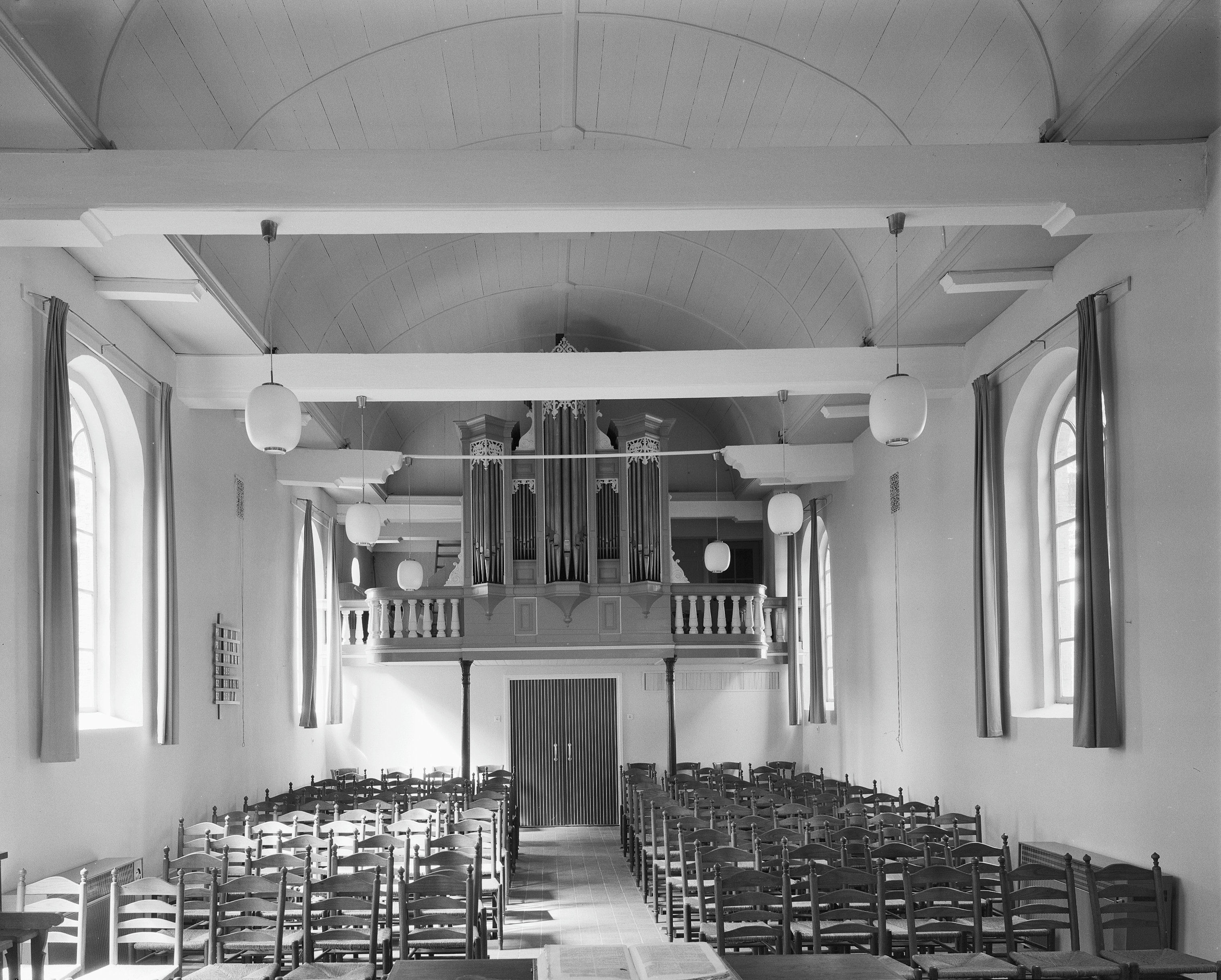
interieur met orgel (1979)
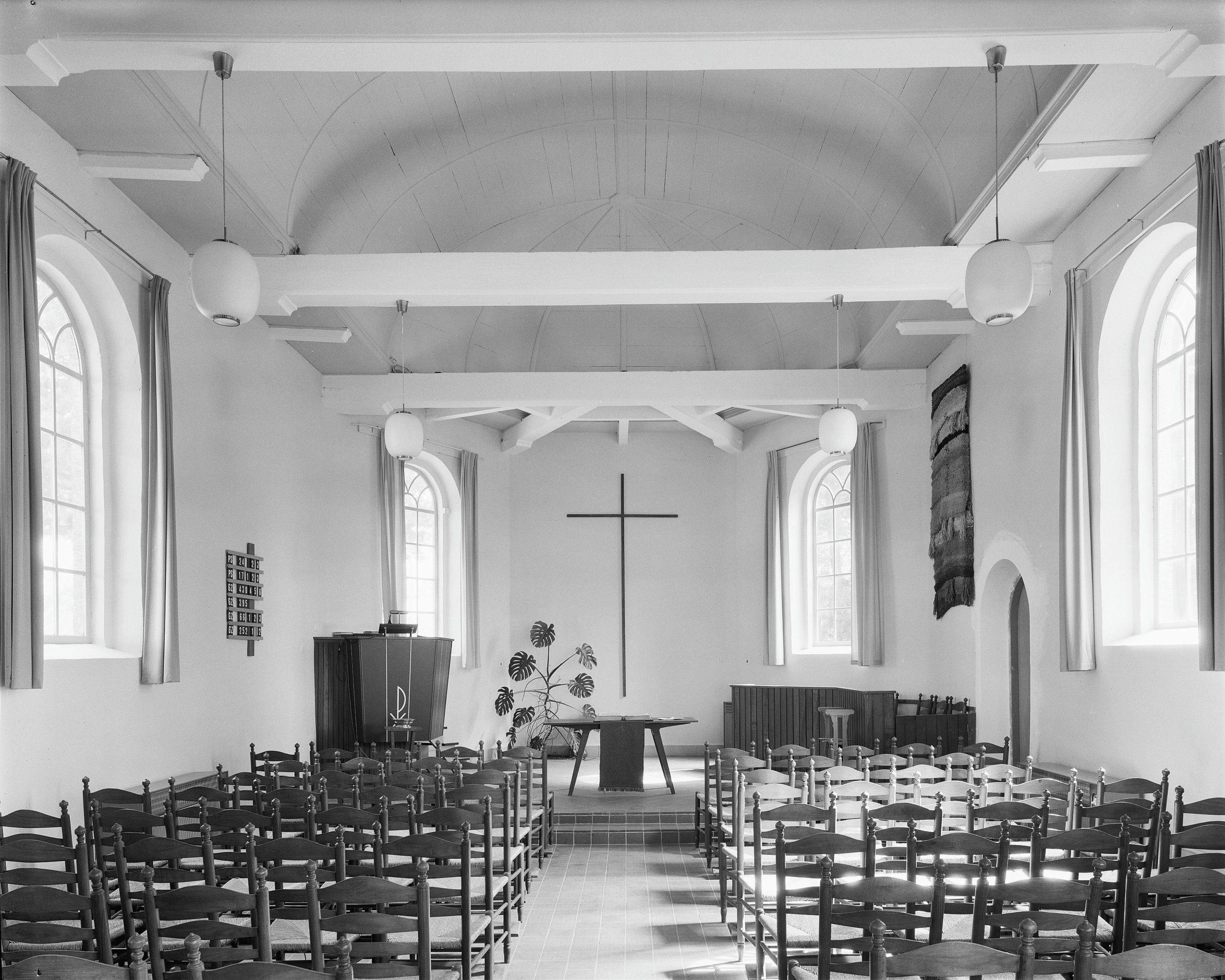
interieur met preekstoel